# Augochlora isthmii
Augochlora isthmii là một loài Hymenoptera trong họ Halictidae. Loài này được Schwarz mô tả khoa học năm 1934.